# 聖心聖殿主教座堂
聖心聖殿主教座堂（Cathedral Basilica of the Sacred Heart）是北美洲第五大主教座堂，天主教纽瓦克总教区的主教座堂，位于美国新泽西州纽瓦克 Ridge街89号。该堂建于1899-1954年，法国哥特式风格。

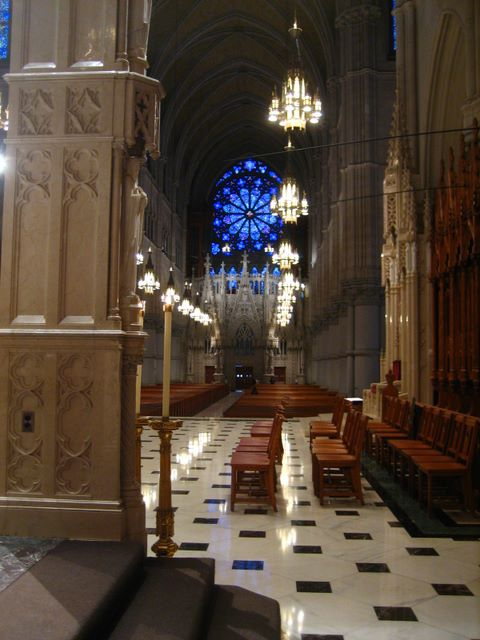